# Hohenstein-Ernstthal
Hohenstein-Ernstthal é um município da Alemanha, situado no distrito de Zwickau, no estado da Saxônia. Tem 18,33 km² de área, e sua população em 2019 foi estimada em 14.527 habitantes.